# Spirorutilus
Spirorutilus, en ocasiones erróneamente denominado Spirorutilis, es un género de foraminífero bentónico de la ammlia Kaminskiidae, de la superfamilia Textularioidea, del suborden Textulariina y del orden Textulariida. Su especie tipo es Textularia carinata. Su rango cronoestratigráfico abarca desde el Oligoceno hasta la Actualidad.

## Discusión
Clasificaciones previas incluían Spirorutilus en la subfamilia Spiroplectammininae, de la familia Spiroplectamminidae, de la superfamilia Spiroplectamminoidea y del orden Lituolida.

## Clasificación
Spirorutilus incluye a las siguientes especies:
- Spirorutilus carinatus
- Spirorutilus collinsi
- Spirorutilus denticulatus